# ASG Vorwärts Schwerin
ASG Vorwärts Schwerin was een Duitse legervoetbalclub uit Schwerin, Mecklenburg-Voor-Pommeren, die bestond van 1951 tot 1968.

## Geschiedenis
De club werd in 1951 opgericht als SV Vorwärts der KVP Schwerin. Midden jaren vijftig speelde de club in de Bezirksliga Schwerin, de vierde klasse. In 1956 fuseerde de club met een deel van BSG Einheit Schwerin tot ASG Vorwärts Schwerin. Na enkele vicetitels kon de club in 1962 samen met Vorwärts Rostock en Vorwärts Eggesin-Karpin promoveren naar de II. DDR-Liga. De club eindigde negende, maar na dit seizoen werd de II. DDR-Liga ontbonden en zo belandde de club weer in de Bezirksliga. De club speelde hier tot 1968 toen de club opgeheven werd.